# Carl Andreasen
Carl Albert Andreasen (16. oktober 1867 i København – 12. marts 1946) var en dansk litograf og direktør.
Carl Andreasen blev uddannet som litograf og virkede i en årrække som driftsleder på trykkeriet Kruckow (senere Kruckow-Waldorff). Reelt var Andreasen manden bag firmaets succes, men som lønmodtager og ikke medejer af virksomheden fik han ikke andel i overskuddet.
En konkurrenceklausul forsinkede Carl Andreasens farvel til Sophus Kruckows litografiske Anstalt, men 1. juli 1911 lykkedes det, og han stiftede sammen med grosserer Julius Lachmann (1883-1920) interessentskabet Andreasen & Lachmann. Lachmann stod for finansieringen af det ny selskab. Uden tvivl stod han for selskabets økonomi, mens Andreasen var fagmanden, som stod i spidsen for de håndværksmæssige resultater. Hans ledelsesstil beskrives som patriarkalsk.
Carl Andreasen var en habil tegner og har også udført tegninger til bl.a. en række humoristiske postkort.